# Test Drive Off-Road
Test Drive Off-Road  est un jeu vidéo de course développé par Motivetime, Elite Systems et édité par Accolade en 1997. Ce fut le premier jeu de la série Test Drive Off-Road.